# أندريه ستراب
أندريه ستراب (بالفرنسية: André Strappe)‏ (مواليد 23 فبراير 1928) هو لاعب كرة قدم. يلعب مع منتخب فرنسا لكرة القدم. سبق له أن لعب في كأس العالم لكرة القدم مع منتخب بلاده.

## روابط خارجية
- أندريه ستراب على موقع الاتحاد الدولي (مؤرشف)  (الإنجليزية)
- أندريه ستراب على موقع قاعدة بيانات كرة القدم.إي يو (الإنجليزية)
- أندريه ستراب على موقع ناشيونال فوتبول تيمز (الإنجليزية)
- أندريه ستراب على موقع Soccerway.com (الإنجليزية)
- أندريه ستراب على موقع عالم كرة القدم.نت (الإنجليزية)
- أندريه ستراب على موقع أوليمبيديا (الإنجليزية)